# Marvin Harriot
Marvin Harriot (sinh ngày 20 tháng 4 năm 1974) là một cựu cầu thủ bóng đá người Anh từng thi đấu ở vị trí hậu vệ.

## Sự nghiệp
Harriot trải qua mùa giải 1992–93 cùng với Luton Town, và sau một khoảng thời gian ngắn cùng với Barnsley, gia nhập Bristol City, nơi ông có 36 lần ra sân ở Football League. Harriot sau đó thi đấu cho Grays Athletic, Cardiff City, Aylesbury, Gloucester City, Scarborough và Kingstonian.
Harriot cũng từng tham dự Giải vô địch bóng đá trẻ thế giới 1993, có 5 lần ra sân trong giải đấu.